# Giuseppe Taglioretti
Giuseppe Taglioretti (Fagnano Olona, 12 gennaio 1936 – Gallarate, 22 gennaio 2022) è stato un calciatore e allenatore di calcio italiano, di ruolo difensore.

## Caratteristiche tecniche
Terzino destro, sul finale di carriera gioca come libero.

## Carriera

### Giocatore
Cresciuto nel settore giovanile della Pro Patria con cui fa il suo esordio in Serie A, formazione con la quale militò poi per 15 stagioni, collezionando 389 presenze in gare di campionato: è il giocatore biancoblù con più presenze in assoluto. Vestì anche le maglie di Siena e Gallaratese.

### Allenatore
Terminata la carriera di calciatore, ha allenato diverse squadre tra cui la Gallaratese.

## Palmarès

### Club

#### Competizioni nazionali
- Serie C: 1

Pro Patria: 1959-1960